# Paddy Roy Bates
Paddy Roy Bates, właśc. Patrick Roy Bates (ur. 29 sierpnia 1921 w Londynie, zm. 9 października 2012 w Leigh-on-Sea w hrabstwie Essex) – emerytowany brytyjski oficer, założyciel mikronacji Sealandu, od jej utworzenia 2 września 1967 roku do śmierci tytułowany jej księciem.

## Życiorys
Samozwańczy książę urodził się jako Paddy Roy Bates w 1921 roku. Był synem Harry’ego i Lilyan Batesów i jedynym z piątki dzieci, które dożyło wieku dorosłego. W wieku 15 lat zaciągnął się ochotniczo do międzynarodowych oddziałów walczących w hiszpańskiej wojnie domowej. Po powrocie z Hiszpanii terminował na targu mięsnym w Smithfield, w Londynie, a następnie był poganiaczem bydła w Argentynie.
Wraz z wybuchem II wojny światowej zaciągnął się do armii, w której do końca tego konfliktu dosłużył się stopnia majora w 1 Batalionie pułku Królewskich Fizylierów. Służył także w 8 Dywizji Indyjskiej, z którą znalazł się w Afryce, Włoszech, Iraku i Syrii. W czasie walk na Rodos trafił do niewoli po katastrofie samolotu, ale zdołał zbiec. Brał udział w bitwie o Monte Cassino. Był kilkukrotnie ranny.
Po wojnie zajmował się handlem, importował mięso z Irlandii do Irlandii Północnej, a także lateks z Malezji. Oprócz handlu stworzył flotyllę rybacką, prowadził sieć sklepów mięsnych.
W latach 60. XX wieku zafascynował się radiofonią i uruchomił piracką stację radiową Radio Essex, za co został ukarany grzywną. Wtedy też zdecydował się przenieść radio na platformę Roughs Towers. 2 września 1967 roku Bates ogłosił platformę niepodległym państwem, powołując się na zapis w prawie międzynarodowym o „ziemi niczyjej” i „porzuconej własności”. Swoje państwo nazwał Księstwem Sealandu, a siebie ogłosił księciem.
W późniejszych latach, z przyczyn zdrowotnych, opuścił platformę, a jedynym stałym mieszkańcem platformy został jego syn – Michael.